# Procambarus ceruleus
Procambarus ceruleus är en kräftdjursart som beskrevs av Fitzpatrick och Wicksten 1998. Procambarus ceruleus ingår i släktet Procambarus och familjen Cambaridae. IUCN kategoriserar arten globalt som livskraftig. Inga underarter finns listade i Catalogue of Life.